# Antonio Talamo
Antonio Talamo (Reggio Calabria, 10 agosto 1931) è un giornalista e scrittore italiano.

## Biografia
Giornalista della RAI, ha contribuito all’affermarsi del documentario radiofonico come strumento di conoscenza delle complesse e variegate realtà dell'Italia, testimoniando l’evoluzione dei costumi e degli assetti sociali nelle regioni meridionali per la prima volta attraverso la voce diretta dei protagonisti.

I suoi documentari sono selezionati dalla RAI per rappresentarla al concorso internazionale Prix Italia nelle edizioni del 1962, del 1964 e del 1972.
Nel 1960 gli è assegnato il Premio Napoli per il documentario sulle comunità italo-albanesi, realizzato insieme a Enrico Mascilli Migliorini.

In occasione del 150º anniversario dell’Unità, la RAI pubblica integralmente una selezione di suoi documentari nel DVD allegato al cofanetto Cento voci dall’Italia.

Ha svolto la prima attività giornalistica nella Redazione di Reggio Calabria della Gazzetta del Sud. In RAI nel 1958 e prime esperienze di radiotelecronista a Roma nelle redazioni del Telegiornale e del Giornale radio, poi Capo servizio a Cosenza. Nella Redazione di Napoli dal 1968, sarà Capo redattore e dal 1990 Vice direttore giornalistico con la funzione di Assistente del Direttore di Sede.

Intensa l’attività di radiocronista nelle sedi di Cosenza e Napoli. È tra gli inviati del programma di Sergio Giubilo Ponte Radio. Conduce per ventiquattro anni sulla rete nazionale la trasmissione radiofonica Cronache del Mezzogiorno - Qui parla il Sud sui temi più attuali del dibattito meridionalistico; dopo il terremoto dell’Irpinia, la trasmissione sarà per alcuni mesi, con la collaborazione di Gianni Raviele, lo Speciale del GR 1. Negli anni Ottanta cura in diretta con Milano la trasmissione Intercity.

Partecipa su quotidiani e periodici all'approfondimento di temi riferiti alla realtà socioculturale del Mezzogiorno. In particolare negli anni dal 1979 al 1986 collabora alla testata della CISL Il lavoro del Sud con la rubrica La finestra i cui testi sono poi raccolti nel volume Cronache da un'isola di fastidio. Tra le firme di quel mensile quella dell’economista e noto meridionalista Salvatore Vinci e del giovane Giancarlo Siani, il giornalista ucciso pochi anni dopo dalla camorra.
Dal 2000 al 2020 Direttore responsabile del periodico Essere del Centro Studi Erich Fromm. Iscritto all’Ordine dei giornalisti professionisti della Campania, ha pubblicato libri di saggistica e di narrativa.

## Pubblicazioni
- I figli dei patriarchi, Guida, 1975 (Premio Rhegium Julii 1976,[2] e Premio Villa San Giovanni)
- Inchiesta sulla condizione dell’infanzia in Campania, UNICEF, 1975 (Premio Chianciano)
- Cronache da un’isola di fastidio, Edinapoli, 1986.
- Lettera dal Sud, Rubbettino, 1998. ISBN 88-7284-618-8.
- Raccontando Napoli, Guida, 2001. ISBN 88-7188-482-5.
- La sconveniente memoria, Guida, 2007. ISBN 978-88-6042-363-4.
- Edmondo De Amicis. Il piccolo patriota siciliano, Guida, 2008. ISBN 9788860424747.
- Viaggio tra le parole che contano, Terre Sommerse, 2013. ISBN 978-88-967-8685-7.
- Uomini e navi, Compagnia dei trovatori, 2014. ISBN 978-88-981-8012-7.
- Il pianista di Via Scarlatti, Guida, 2015. ISBN 978-88-6866-145-8.
- Pagine dispari. Un diario calabrese, Rubbettino, 2019. ISBN 978-88-498-5735-1.
- Al volo sulla giostra dell'informazione. Quando la RAI aprì una sede in Calabria, Rubbettino, 2023. ISBN 978-88-498-788-06.

## Fonti
- Cento voci dall'Italia - I documentari e le inchieste di Radio Rai (1944-2011) - Rai Eri - 2011 - pp. 21, 22, 49, 50, 55, 100
- Rhegium Julii - Albo d'oro Premio Nazionale
- Radiocorriere TV n. 45, novembre 1960 pag. 4 “I vincitori del Premio Napoli”
- Radio RAI, un patrimonio da salvare - Almanacco della Scienza - mensile a cura dell'Ufficio Stampa del CNR Consiglio Nazionale delle Ricerche
- La prima puntata della trasmissione radiofonica in onda sul canale radio Nazionale della RAI Cronache del Mezzogiorno nel palinsesto del Radiocorriere TV n. 40, ottobre 1970, pag. 76 . L’ultima puntata della trasmissione in onda su RAI radio 1, successivamente chiamata Qui parla il Sud - Cronache del Mezzogiorno, nel palinsesto Radiocorriere TV n. 10, marzo 1994, p. 127
- Quarant'anni di RAI in Calabria - Pino Nano - Edizioni Memoria - pp.  da 113 a 121
- Cultura e narrativa calabrese tra Otto e Novecento - Vincenzo Paladino - Guida Editori - pp. 64, 70, 90
- Il Calendario del Popolo - La radio c'è - "Elogio del documentario radiofonico" - Anno 2013 n. 761 - p. 23
- Radiocorriere TV – 1960 – N. 28 – p. 9 – “Un radiodocumentario di Mascilli e Talamo”